# Ingeborg Bachmann
Ingeborg Bachmann (født 25. juni 1926 i Klagenfurt, Østrig, død 17. oktober 1973 i Rom, Italien) var en af Østrigs mest betydende kvindelige forfattere i det 20. århundrede.
Hun studerede filosofi, psykologi og germanistik ved universiteterne i Innsbruck, Graz og Wien og afsluttede studierne med en doktorgrad. Hun publicerede kort efter sine første tekster, og hendes litterære karriere blev yderligere fremmet gennem kontakten med Hans Weigel og den litterære kreds kendt som Gruppe 47, som inkluderede personer som Ilse Aichinger, Paul Celan, Heinrich Böll, Marcel Reich-Ranicki og Günter Grass. 
I 1953 slog hun sig ned i Rom, delvis som følge af det politiske qvasifascistiske miljø i Østrig og Tyskland, hvor hun under den mediterrane himmel i de følgende år skrev digte, essays, libretti og lignende musikfrembårne digteriske frembringelser til flere af den også i Latium bosiddende tyske avantgardekomponist Hans Werner Henzes operaer (mest bemærkelsesværdig den komiske opera fra 1965, Der junge Lord (Den unge lord) (en fremførelse med et usandsynligt tydeligt tysk og derudover på dvd forsynet med undertekster af den meget vittige og underfundige men aldrig platte tekst. Der Junge Lord findes i handelen på både CD (Deutsche Grammophon) og i en DVD med filmudgaven fra 1968 med den originale rollebesætning fra 1965) på Deutsche Oper Berlin, af denne meget givende opera og andre vokale værker samt noveller, som gav hende stor international anerkendelse. Hun døde på hospitalet som følge af de brandsår, som dækkede 40 % af kroppen, og som hun havde pådraget sig ved at ryge i sengen og derpå, muligvis beruset, at falde i søvn. De nærmere omstændigheder er aldrig klarlagt. 
I 1964 modtog hun Georg Büchner-prisen.
Hvert år i Klagenfurt uddeles Ingeborg Bachmann Prisen til minde om den kendte østrigske forfatter.

## Værker

### Digte
- Die gestundete Zeit, 1953.
- Anrufung des grossen Bären, 1956.
- Ich weiß keine bessere Welt. Unveröffentliche Gedichte, 2000.

### Romaner
- Malina (Todesarten 1), 1971.
- Requiem für Fanny Goldmann, fragment, udgivet posthumt 1978.
- Der Fall Franza, fragment, udgivet posthumt 1978.

### Noveller
- Das 30. Jahr, 1961.
- Simultan, 1972.
- Erzählungen, posthumt 1978.

### Hørespil
- Ein Geschäft mit Träumen, 1952.
- Die Zikaden, 1955.
- Das erstgeborene Land, 1956.
- Der gute Gott von Manhattan, 1958

### Libretti
- Der Prinz von Homburg, 1960. (Musik af Hans Werner Henze)
- Der junge Lord, 1965. (Musik af Hans Werner Henze)

### Andet
- Ein Ort für Zufälle, 1965.
- Essays. Reden. Vermischte Schriften. Anhang, 1978.
- Die kritische Aufnahme der Existentialphilosophie Martin Heideggers, 1985.
- Wir müssen wahre Sätze finden. Gespräche und Interviews, 1983.
- Poetische Korrespondenzen (med Paul Celan), 2000.
- Frankfurter Vorlesungen. Probleme zeitgenössischer Dichtung, 1980.
- Briefe einer Freundschaft, 2004. (Breve til Hans Werner Henze)
- Kritische Schriften, 2005.